# Christian Marin

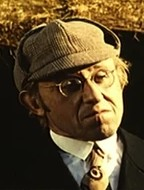
El actor francés en la película europea Strogoff de 1970.

Christian Marin (Lyon, Francia, 8 de febrero de 1929 - París, Francia, 5 de septiembre de 2012) fue un actor francés.
En 1967, obtuvo el papel de Laverdure en la serie de televisión Les Chevaliers du ciel. 39 episodios se rodaron durante tres años. Su actividad principal y su disciplina favorita es el teatro, que nunca lo dejaba. Desde 2010, él apareció en Le Gang des Seniors. En 2011, se convirtió en el patrocinador del sitio web padrino Autour de Louis de Funès donde dio varias entrevistas entre 2007 y agosto de 2011.

## Filmografía selecta
- Le Tracassin ou Les Plaisirs de la ville (1961)
- La Belle Américaine (1961)
- L'honorable Stanislas, agent secret (1963)
- Pouic-Pouic (1963)
- El gendarme de Saint-Tropez (1964)
- Le gendarme à New York (1965)
- The Sleeping Car Murders (1965)
- Le gendarme se marie (1967)
- Le gendarme en balade (1970)
- Carpe diem (2000)